# Ceriscoides
Ceriscoides là một chi thực vật có hoa trong họ Thiến thảo (Rubiaceae).

## Loài
Chi Ceriscoides gồm các loài: